# Пеледуй
Пеледуй (на руски: Пеледуй) е селище от градски тип в Якутия, Русия. Разположено е на брега на река Лена, на около 170 km югозападно от Ленск. Към 2016 г. има население от 4845 души.

## История
Селището е основано през 19 век. През 1938 г. получава статут на селище от градски тип. През 1940-те години е построена корабостроителница по заповед на Иван Папанин.

## Население
| 1959 | 1970 | 1979 | 1989 | 2002 | 2009 | 2010 |
| ---- | ---- | ---- | ---- | ---- | ---- | ---- |
| 4953 | 4411 | 4615 | 5080 | 4710 | 4792 | 5243 |
| 2011 | 2012 | 2013 | 2014 | 2015 | 2016 |      |
| 5222 | 5275 | 5189 | 5152 | 5010 | 4845 |      |

## Икономика
Селището е важно пристанище на река Лена. Основният промишлен отрасъл е кораборемонтът и корабостроенето.